# سلطانا فريزل
سلطانا فريزل (بالإنجليزية: Sultana Frizell)‏ هي رامية مطرقة كندية ولدت في يوم 24 أكتوبر 1984 في بلدة بيرث في كندا، أبرز إنجازاتها هو فوزها بميداليتين ذهبيتين في دورة ألعاب الكومنولث 2010 في دلهي ودورة ألعاب الكومنولث 2014 في غلاسكو في رمي المطرقة. أفضل رقم شخصي لها في رمي المطرقة هو 75.04 متر.

## روابط خارجية
- سلطانا فريزل على موقع الاتحاد الدولي لألعاب القوى (الإنجليزية)
- سلطانا فريزل على موقع الاتحاد الكندي لألعاب القوى (الإنجليزية)
- سلطانا فريزل على موقع الدوري الماسي (الإنجليزية)
- سلطانا فريزل على موقع اللجنة الأولمبية الدولية (الإنجليزية)
- سلطانا فريزل على موقع أوليمبيديا (الإنجليزية)
- سلطانا فريزل على موقع اللجنة الأولمبية الكندية (الإنجليزية)
- سلطانا فريزل على موقع اتحاد ألعاب الكومنولث (مؤرشف) (الإنجليزية)